# Lucha tarahumara
La Lucha tarahumara es una lucha tradicional y autóctona del estado de Chihuahua, en la república mexicana, que se practica como juego de entretenimiento autóctono dentro del folclore popular, considerado una de las pocas artes marciales originadas en México.

## Reglas
Este deporte es practicado por hombres y mujeres, pudiendo ser las parejas de luchadores de un combate mixtas. 
Los adversarios se agarran de la cintura o de la faja, con la intención de levantar y derribar al adversario, de espaldas al suelo, aunque también es válido el hacerlo hacia un lado. 
Cuando se agarra la faja, se cruzan los brazos y comienza la lucha, tratando de derribar al contrario, y evitando a su vez caer. Finalmente gana el más fuerte o hábil, ya que aunque es una disciplina eminentemente de fuerza, la técnica tiene mucho que decir.
Las reglas más importantes son las siguientes: No se permite utilizar trucos para levantar al contrincante, no son válidas las zancadillas, se puede tirar levantándolo (Chokeslam) o proyectándolo a un lado.
Gana quien logra vencer a su adversario en 2 de 3 caídas.

## Vestimenta
Los luchadores pueden utilizar ropa cotidiana y en ocasiones añadir una faja que fijan alrededor de la cintura. 

## Tradición
Se practica en las fiestas patronales, especialmente en Semana Santa en la cual los fariseos luchan en contra de los judíos (moros). Los judíos andan en un grupo y los fariseos en otro. Si en el transcurso de estos días se llegan a encontrar, luchan entre ellos, para después continuar su recorrido. 